# Banksia prionotes
Banksia prionotes, comúnmente conocida como banksia bellota o banksia naranja, es una especie de arbusto leñoso o árbol del género Banksia en la familia Proteaceae. 

## Distribución y hábitat
Es nativo de la provincia botánica del suroeste de Australia Occidental. Puede alcanzar hasta 10 m de altura, sin embargo puede ser mucho más pequeño en áreas más expuestas o al norte de su rango. Tiene hojas serradas, verde-opacas y grandes, espigas florales brillosas, inicialmente blancas y después revelan un color naranja brilloso. Se ha ganado su nombre común debido a que las inflorescencias parcialmente abiertas se parecen a bellotas.  Esto las hace populares como planta de jardín, y también de importancia en la floricultura. 
Fue por primera vez descrita en 1840 por John Lindley, probablemente del material colectado por James Drummond el año anterior. No existen variedades reconocidas sin embargo se sabe que se hibrida con Banksia hookeriana. Ampliamente distribuida, B. prionotes se encuentra desde Shark Bay (25° S) en el norte, y tan al sur como Kojonup (33°50′S).  Crece exclusivamente en suelos arenosos, y es usualmente la planta dominante en matorrales o bosques.  La banksia bellota es polinizada  y provee alimento para una amplia serie de animales vertebrados e invertebrados en los meses de otoño e invierno , y es una importante fuente de comida para melífagos, y es crítica para su supervivencia en la región de Cinturón de trigo de Avon, donde es la única planta productora de néctar en álgunas épocas del año.

## Descripción
Crece como un árbol de 10  alcanza una talla grande en las partes del sur de su distribución, pero en las partes del norte es usualmente más pequeño, desarrollándose como un árbol pequeño o arbusto, alcanzando alrededor de 4 m de altura. Tiene la corteza lisa gris o surcada y los tallos jóvenes tomentosos. Las hojas miden de 15–27 cm de largo, y 1–2 cm de ancho, con los márgenes de las hojas dentados compuestos de lóbulos, y con frecuencia con una superficie ondulada. Las flores se desarrollan en una típica espiga floral de banksia, una inflorescencia compuesta por cientos de flores y densamente empaquetados alrededor de un eje cilíndrico. B. prionotes tiene flores crema con un limbo naranja. Esto crea el efecto de una inflorescencia crema que progresivamente se torna naranja brillosa conforme la antesis recorre la inflorescencia. En la conclusión de la floración, las partes viejas de la flor se desprenden, revelando el eje, el cual puede estar incrustrado hasta con 60 folículos.

## Taxonomía
B. prionotes fue por primera vez publicada por John Lindley en la publicación de enero de 1840 en A Sketch of the Vegetation of the Swan River Colony; de aquí que el nombre completo de la especie es Banksia prionotes Lindl. Lindley no especificó el material tipo sobre el cual el describió la especie, pero A Sketch está basado primariamente sobre las colecciones de James Drummond. Una página de B. prionotes en CGE, etiquetada "Swan River, Drummond, 1839", ha sido designada el lectotipo. Lindley tampoco hizo mención de la etimología del epíteto latín "prionotes"; George confirmó lo obvio, sin embargo: es del griego prion ("sierra") y -otes ("calidad"), en referencia a los márgenes serrados de las hojas.
La especie ha tenido una historia taxonómica sin acotencimientos. No se han publicado especies o variedades, y no tiene sinónimos taxonómicos. Su único sinónimo nomenclatural es Sirmuellera prionotes (Lindl.) Kuntze, el cual surgió del intento infructuoso de Otto Kuntze en 1891 para transferir Banksia al nuevo nombre Sirmuellera.

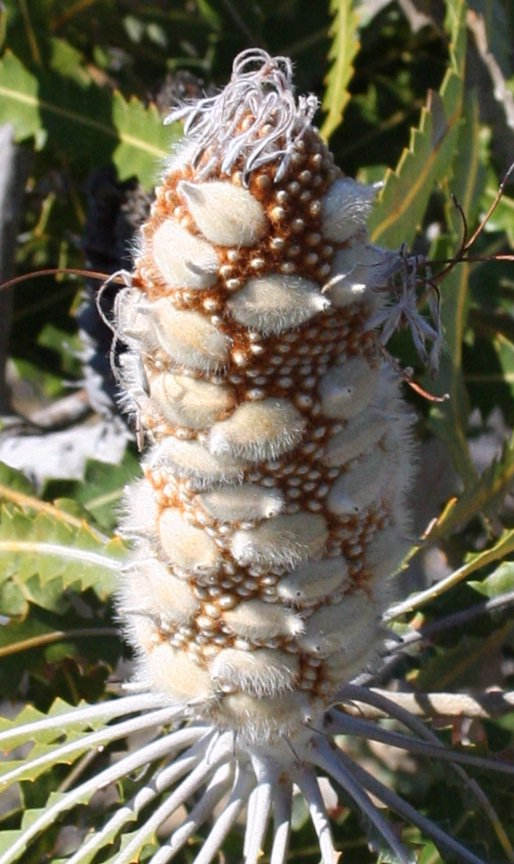
folículos jóvenes.

Cuando Carl Meissner publicó su arreglo taxonónico de Banksia en 1856, el colocó B. prionotes en B. sect. Eubanksia porque su inflorescencia es una espiga en vez de tener forma de domo, y en la serie B. ser. Salicinae, una larga serie que ahora es considerada completamente heterogénea. Esta serie fue descartada en el arreglo taxonómico de George Bentham; en su lugar, B. prionotes fue colocada en B. sect. Orthostylis, el cual Bentham definió como aquellas especies de Banksia con hojas planas con márgenes serrados, y estilos rígidos y erectos que "dan los conos después de que las flores han revelado un aspecto diferente".
En 1981, Alex George publicó un arreglo de revisión que colocó a B. prionotes en B. subg. Banksia por su espiga floral, B. sect. Banksia porque sus pistilos son rectos en vez de curveados, y B. ser. Crocinae, una nueva serie consistente de cuatro especies estrechamente relacionadas, todas con periantos y pistilos de color naranja brillante.
Los arreglos de George permanecieron actualizados hasta 1996, cuando Kevin Thiele y Pauline Ladiges publicaron un arreglo basado en un análisis cladístico de características morfológicas. El arreglo taxonómico de Thiele y Ladiges de banksia mantuvo a B. prionotes en B. subg. Banksia, pero descartó las secciones y series de George y su serie Crocinae. En su lugar, B. prionotes fue colocada al final de B. ser. Banksia, subser. Cratistylis.
En 1999, George cambió el arreglo de Thiele y Ladiges, publicando una versión ligeramente modificada de su arreglo de 1981 en su adaptación de Banksia para la serie de monografías de la  Flora de Australia. Hasta la fecha, este permanece como el más reciente, y por lo tanto actual arreglo. La colocación de B. prionotes en su arreglo puede resumirse de la siguiente manera:
Género Banksia
Subgénero Isostylis
Subgénero Banksia
Sección Oncostylis
Sección Coccinea
Sección Banksia
Serie Grandes
Serie Banksia
Serie Crocinae
B. prionotes - B. burdettii - B. hookeriana - B. victoriae
Serie Prostratae
Serie Cyrtostylis
Serie Tetragonae
Serie Bauerinae
Serie Quercinae
Serie Salicinae
Desde 1998, Austin Mast ha publicado los resultados de los análisis cladísticos en desarrollo de los datos de la secuencia de ADN para la subtribu Banksiinae, la cual está comprendida de Banksia y Dryandra. Con respecto a B. prionotes, los resultados de Mast son muy consistentes con aquellos de George y también los de Thiele y Ladiges. La serie Crocinae parece ser monofilética, y B. hookeriana está confirmada como un pariente cercano de  B. prionotes. En su conjunto, sin embargo, la inferida filogenia es muy diferente del arreglo de George,  y provee una parafilia de Banksia  respecto de Dryandra. A principios de 2007, Mast y Thiele iniciaron un arreglo de Banksia al transferir  Dryandra a este, y publicar B. subg. Spathulatae para las especies que tienen los cotiledones en forma de cuchara; de esta manera ellos redefinieron el autónimo B. subg. Banksia. Ellos presagiaron la publicación de un arreglo completo una vez que al muestreo de ADN de Dryandra estuviera completo; mientras tanto, si los cambios nomenclaturales de Mast y Thiele son tomados como un arreglo interino, entonces B. prionotes es colocado en B. subg. Banksia.

### Híbridos
Algunos presuntos híbridos naturales se han identificado. Híbridos con Banksia hookeriana (Banksia de hooker) pueden ser inducidos por medios artificiales, y ocurren naturalmente de vez en cuando; de hecho se sabe que el registrado cultivar B. 'Waite Orange' se ha originado de un híbrido natural des progenitores. La misma situación aplica a los híbridos con B. menziesii (Banksia de leña): los híbridos pueden ser producidos por medios artificiales, y presuntos híbridos naturales han sido registrados.
Durante la colección de datos para el proyecto El Atlas de la Banksia, un solo presunto híbrido natural entre B. prionotes y B. lindleyana (Banksia puercoespín), con fruto como B. lindleyana pero hojas intermedias entre los dos padres, se encontró al norte de parque nacional Kalbarri. En ese tiempo fue considerado un importante descubrimiento, ya que se pensaba que las especies progenitoras no estaban cercanamente relacionadas. Análisis de Mast, sin embargo, las colocan en clado de ocho especies.

## Distribución y hábitat

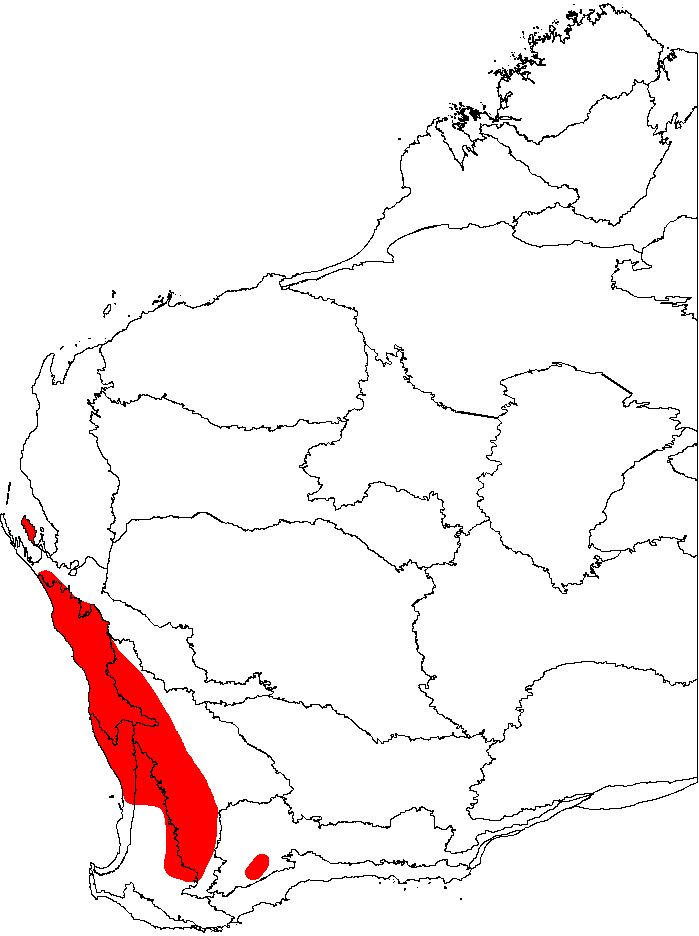
Distribución de B. prionotes.

Está distribuido y es localmente común sa través de gran parte de la provincia botánica del suroeste, creciendo desde Shark Bay en el norte, y al sur hasta Perth en áreas costeras. La población tierra adentro se extiende más todavía, con poblaciones tan al sur como Kojonup y al este hasta Jerramungup. Crece en matorrales o bosques, y presenta una fuerte preferencia por los suelos arenosos blancos o amarillos, virtualmente nunca se encuentra en suelos más pesados.

## Ecología

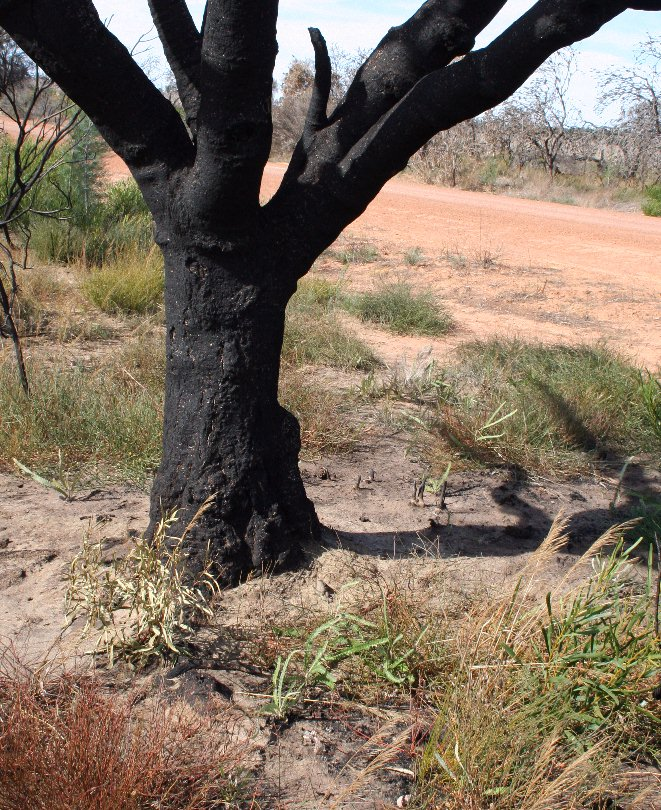
B. prionotes después de un incendio forestal. El fuego ha matado al árbol materno, pero ha también ha provocado la liberación de la semilla, asegurando la recuperación de la población.

Como la mayoría de las otras Proteaceae, B. integrifolia tiene raíces proteoides, raíces con densos racimos de cortas raicillas laterales que forman una maraña en el suelo justo debajo de la hojarasca. Estas favorecen la solubilización de nutrientes, por lo tanto favoreciendo la absorción de nutrientes minerales en suelos de bajos nutrientes tales como el fósforo- de las tierras nativas deficientes de Australia.
Tiene una única raíz primaria que se extiende hasta el manto freático. Como la especie no tiene ni corteza gruesa ni lignotúber, usualmente el fuego la mata, sin embargo puede rebrotar de los brotes epicórmicos después de un fuego de baja intensidad. Como la mayoría de las especies banksia, sin embargo, está adaptado a liberar su banco aéreo de semillas después de un incendio forestal, para que las poblaciones se regeneren rápidamente. Las plantas envecejecen si aún viven después de 40 años, pero esto no significa que la planta sea dependiente del régimen de incendios convenientes para su supervivencia, ya que es una de las pocas especies de Banksia que no es enteramente serótina: algunos de sus folículos liberan semilla espontáneamente, permitiendo el reclutamiento de plantitas en años sin fuego.
Los principales polinizadores de B. prionotes son los melífagos, incluyendo el Phylidonyris novaehollandiae (Melífago de Nueva Holanda), Lichmera indistincta (Melífago pardo), Lichenostomus virescens (Melífago cantor), Phylidonyris nigra (Melífago de cachetes blancos), Gliciphila melanops (Melífago de corona anaranjada) y Anthochaera carunculata (Melífago de barba roja). La relación polinizadora entre esas aves y B. prionotes ha sido bien estudiada. Otros polinizadores que se han registrado incluyen loris y loriquitos y abejas. La polinización por mamíferos no ha sido registrada, y se ha sugerido que la especie puede requerir polinización por aves para producir semilla.
Investigación de híbridos putativos de B. prionotes con B. hookeriana han demostrado que estos ocurren en áreas que han sido disturbadas por humanos, tales como orillas de caminos. En 2003, un estudio por Byron Lamont et al. mostró que esas áreas ofrecían a las plantas más recursos y menos competencia. Esto permitió estaciones de floración prolongadas, resultando en un traslape de la estación de floración que de otra manera no ocurriría. Esto también permitió mayor producción de flores, resultando en más polen y la presencia de más polinizadores. Por lo tanto el flujo de genes entre las plantas se incrementó grandemente, y la hibridación resultó.

## Conservación
B. prionotes es susceptible a varios fenómenos amenazantes. Es altamente susceptible a Phytophthora cinnamomi (dieback), se le explota comercialmente en la floricultura, y alguna parte de su rango está sujeta a clareo para propósitos urbanos y agrícolas. No se le considera particularmente vulnerable a esos factores, ya que está ampliamente distribuida y es común. El departamento de medio ambiente y conservación de Australia Occidental no lo considera raro y no está bajo tratamiento para especies amenazadas.
Sin embargo tiene una gran importancia de conservación en al menos un contexto: se ha demostrado que B. prionotes es la única fuente de néctar en la región del Cinturón de trigo de Avon durante un período crítico del año cuando ninguna otra planta productora de néctar está en flor, significando que la pérdida de B. prionotes de la región significaría la pérdida de todos los polinizadores de la misma manera.

## Cultivo

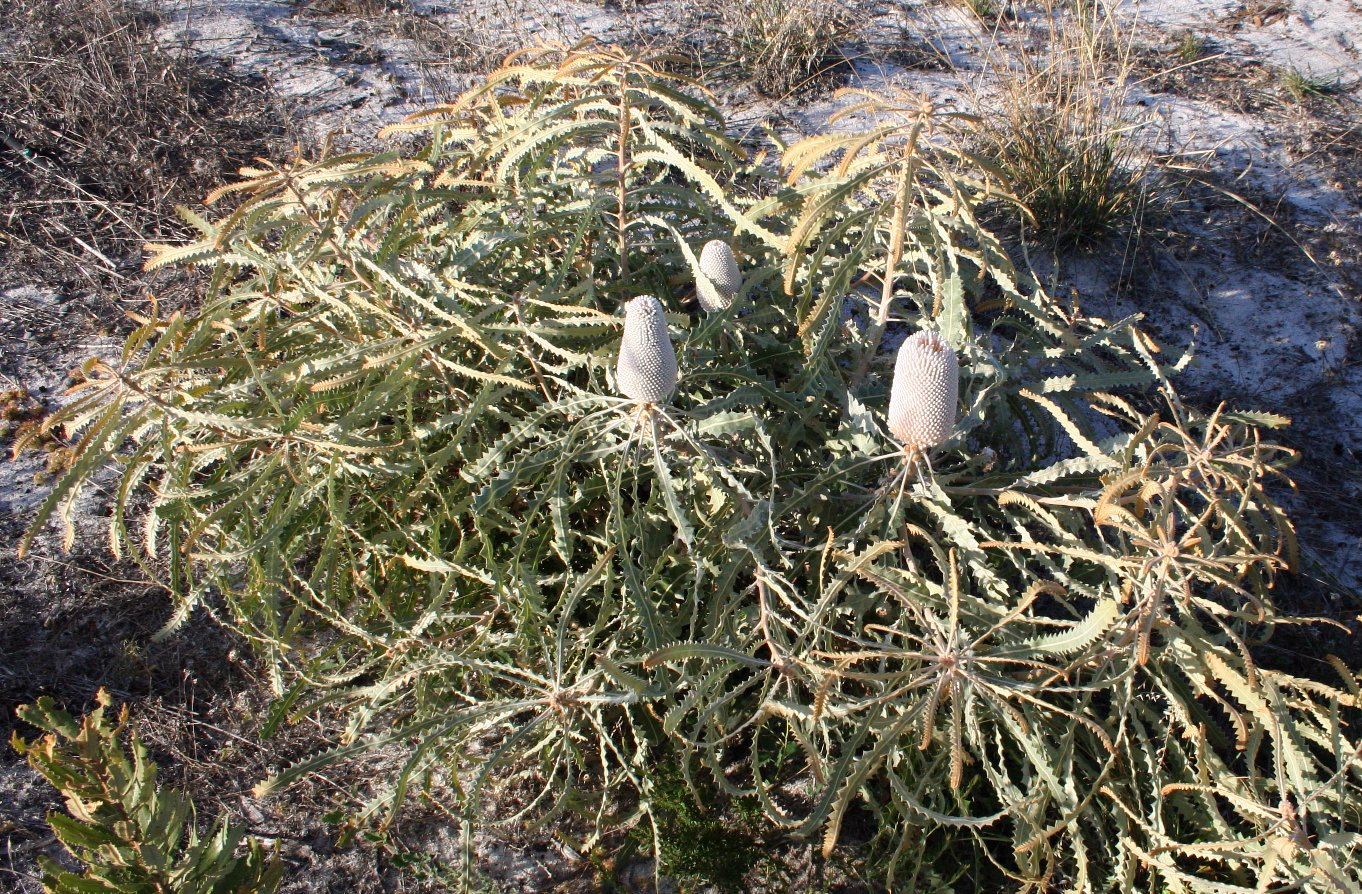
Forma postrada de Banksia prionotes en cultivo, foto tomada en la brotación tardía - inflorescencias todas blancas.

Descrita como "una especie notablemente ornamental ", sus espigas de color brillante y conspicuas, hacen a  B. prionotes una popular planta de jardín. Es buena para atraer polinizadores al jardín, y a veces florece dos veces al año. 
Es muy fácil de cultivar en áreas con clima mediterráneo, pero no crece bien en áreas con alta humedad en verano. Requiere una posición al sol y suelo bien drenado, y tolera por lo menos heladas moderadas. Se le debe podar ligeramente, no debajo del verde follaje, ya que tiende a hacerse desaliñado con la edad de otro modo. La semilla germina fácilmente.
Esta especie es también ideal para la producción en floricultura, ya que sus flores reúnen los criterios de flores terminales y un tallo de gran longitud.

## Referencias

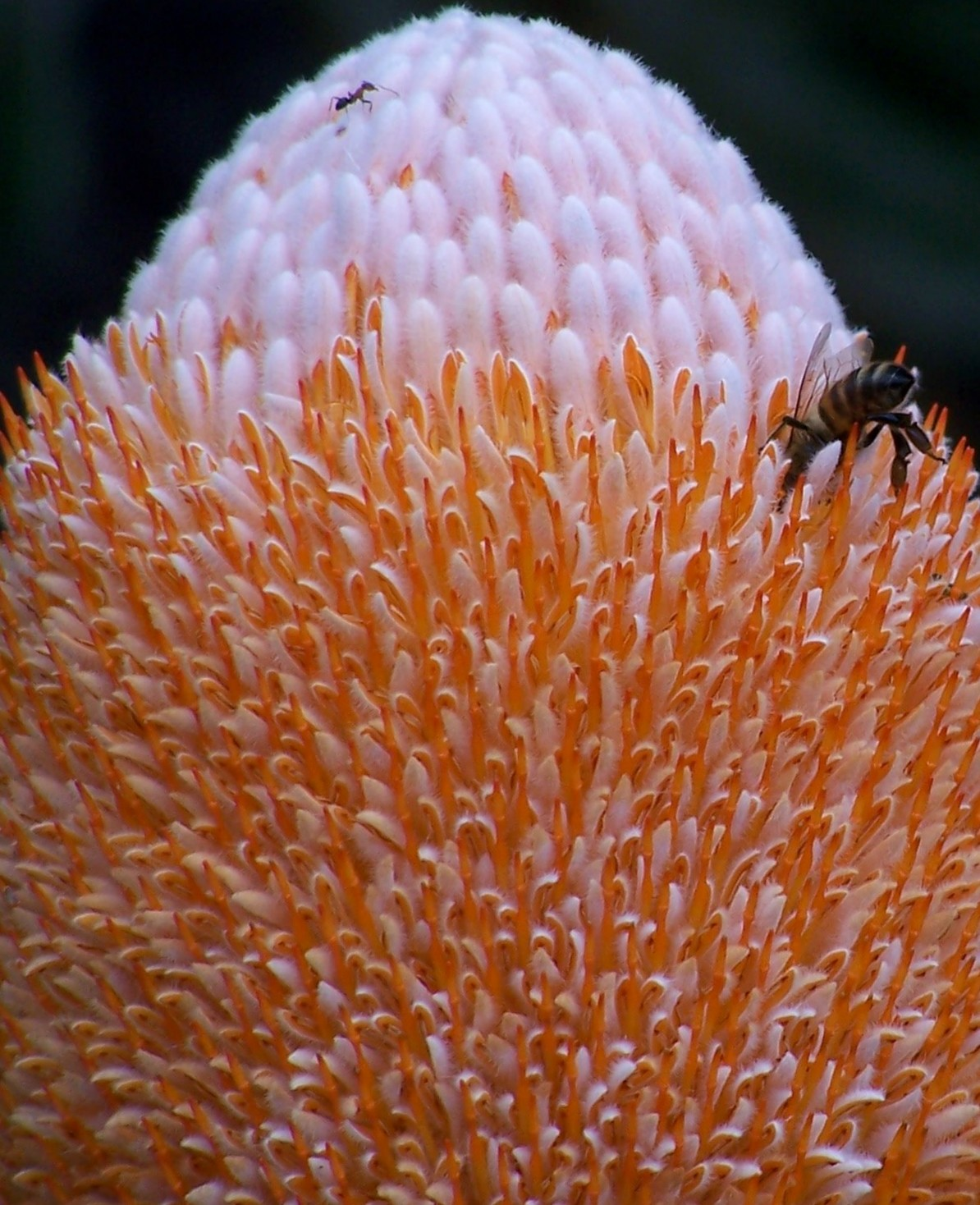
Acercamiento de inflorescencia, con una abeja europea alimentándose en el plano de una antesis.

## Lectura relacionada
- Keighery, Greg (1985). «Possible hybrids between Banksia hookeriana and B. prionotes (Proteaceae)». Western Australian Naturalist 16: 87-90.